# Pure Michigan 400
Das Consumers Energy 400 ist neben dem FireKeepers Casino 400 das zweite Rennen der NASCAR Cup Series, das auf dem Michigan International Speedway in Brooklyn, Michigan ausgetragen wird. Es wurde ursprünglich im Jahre 1969 als 600 Meilen-Rennen eingeführt, aber bereits ab 1970 auf 400 Meilen reduziert. Im Jahre 1973 fand das Rennen nicht statt, da Roger Penske, der neue Besitzer der Rennstrecke, es gegen ein IndyCar-Rennen austauschte.

## Sieger
| Jahr                                  | Datum      | Fahrer            | Hersteller    | Preisgeld (Sieger) (USD) | Distanz (Meilen) | Durchschnitt (mph) |
| ------------------------------------- | ---------- | ----------------- | ------------- | ------------------------ | ---------------- | ------------------ |
| Yankee 600                            |            |                   |               |                          |                  |                    |
| 1969                                  | 17. August | David Pearson     | '69er Ford    | $ 21.950                 | 330              | 115,508            |
| Yankee 400                            |            |                   |               |                          |                  |                    |
| 1970                                  | 16. August | Charlie Glotzbach | '69er Dodge   | $ 14.275                 | 402              | 147,571            |
| 1971                                  | 15. August | Bobby Allison     | '69er Mercury | $ 15.395                 | 402              | 149,862            |
| 1972                                  | 20. August | David Pearson     | '71er Mercury | $ 13.385                 | 400              | 134,416            |
| 1974                                  | 25. August | David Pearson     | '73er Mercury | $ 15.765                 | 400              | 133,045            |
| Champion Spark Plug 400               |            |                   |               |                          |                  |                    |
| 1975                                  | 24. August | Richard Petty     | '74er Dodge   | $ 18.140                 | 400              | 107,583            |
| 1976                                  | 22. August | David Pearson     | Mercury       | $ 16.700                 | 400              | 140,078            |
| 1977                                  | 22. August | Darrell Waltrip   | Chevrolet     | $ 16.820                 | 400              | 137,944            |
| 1978                                  | 20. August | David Pearson     | Mercury       | $ 16.025                 | 400              | 129,566            |
| 1979                                  | 19. August | Richard Petty     | Chevrolet     | $ 21.100                 | 400              | 130,376            |
| 1980                                  | 17. August | Cale Yarborough   | Chevrolet     | $ 19.700                 | 400              | 145,352            |
| 1981                                  | 16. August | Richard Petty     | Buick         | $ 23.750                 | 400              | 123,457            |
| 1982                                  | 22. August | Bobby Allison     | Buick         | $ 26.900                 | 400              | 136,454            |
| 1983                                  | 21. August | Cale Yarborough   | Chevrolet     | $ 26.100                 | 400              | 147,511            |
| 1984                                  | 12. August | Darrell Waltrip   | Chevrolet     | $ 40.800                 | 400              | 153,863            |
| 1985                                  | 11. August | Bill Elliott      | Ford          | $ 57.600                 | 400              | 137,43             |
| 1986                                  | 17. August | Bill Elliott      | Ford          | $ 55.950                 | 400              | 135,376            |
| 1987                                  | 16. August | Bill Elliott      | Ford          | $ 52.875                 | 400              | 138,648            |
| 1988                                  | 21. August | Davey Allison     | Ford          | $ 60.475                 | 400              | 156,863            |
| 1989                                  | 20. August | Rusty Wallace     | Pontiac       | $ 67.900                 | 400              | 157,704            |
| 1990                                  | 19. August | Mark Martin       | Ford          | $ 71.200                 | 400              | 138,822            |
| 1991                                  | 18. August | Dale Jarrett      | Ford          | $ 74.150                 | 400              | 142,972            |
| 1992                                  | 16. August | Harry Gant        | Oldsmobile    | $ 71.545                 | 400              | 146,056            |
| 1993                                  | 15. August | Mark Martin       | Ford          | $ 76.645                 | 400              | 144,564            |
| GM Goodwrench Dealer 400              |            |                   |               |                          |                  |                    |
| 1994                                  | 21. August | Geoff Bodine      | Ford          | $ 89.595                 | 400              | 139,914            |
| 1995                                  | 20. August | Bobby Labonte     | Chevrolet     | $ 97.445                 | 400              | 157,739            |
| 1996                                  | 18. August | Dale Jarrett      | Ford          | $ 83.195                 | 400              | 139,792            |
| DeVilbiss 400                         |            |                   |               |                          |                  |                    |
| 1997                                  | 17. August | Mark Martin       | Ford          | $ 93.045                 | 400              | 126,883            |
| Pepsi 400 Presented by DeVilbiss      |            |                   |               |                          |                  |                    |
| 1998                                  | 16. August | Jeff Gordon       | Chevrolet     | $ 120.302                | 400              | 151,995            |
| Pepsi 400 Presented by Meijer         |            |                   |               |                          |                  |                    |
| 1999                                  | 22. August | Bobby Labonte     | Pontiac       | $121.320                 | 400              | 144,332            |
| 2000                                  | 20. August | Rusty Wallace     | Ford          | $ 110.460                | 400              | 132,597            |
| 2001                                  | 19. August | Sterling Marlin   | Dodge         | $ 157.830                | 324              | 140,513            |
| Pepsi 400 Presented by Farmer Jack    |            |                   |               |                          |                  |                    |
| 2002                                  | 18. August | Dale Jarrett      | Ford          | $ 179.530                | 400              | 140,556            |
| GFS Marketplace 400                   |            |                   |               |                          |                  |                    |
| 2003                                  | 17. August | Ryan Newman       | Dodge         | $ 155.505                | 400              | 127,31             |
| 2004                                  | 22. August | Greg Biffle       | Ford          | $ 190.180                | 400              | 139,063            |
| 2005                                  | 21. August | Jeremy Mayfield   | Dodge         | $ 181.550                | 400              | 141,551            |
| 2006                                  | 20. August | Matt Kenseth      | Ford          | $ 221.091                | 400              | 135,097            |
| 3M Performance 400                    |            |                   |               |                          |                  |                    |
| 2007                                  | 21. August | Kurt Busch        | Dodge         | $ 190.108                | 406              | 117,012            |
| 3M Performance 400 Presented by Bondo |            |                   |               |                          |                  |                    |
| 2008                                  | 17. August | Carl Edwards      | Ford          | $ 226.075                | 400              | 140,351            |
| Carfax 400                            |            |                   |               |                          |                  |                    |
| 2009                                  | 16. August | Brian Vickers     | Toyota        | $ 180.873                | 400              | 131,531            |
| 2010                                  | 15. August | Kevin Harvick     | Chevrolet     |                          | 400              |                    |
| Pure Michigan 400                     |            |                   |               |                          |                  |                    |
| 2011                                  | 21. August | Kyle Busch        | Toyota        |                          | 400              |                    |
| 2012                                  | 19. August | Greg Biffle       | Ford          |                          | 400              |                    |
| 2013                                  | 18. August | Joey Logano       | Ford          |                          | 400              |                    |
| 2014                                  | 17. August | Jeff Gordon       | Chevrolet     |                          | 400              |                    |
| 2015                                  | 16. August | Matt Kenseth      | Toyota        |                          | 400              |                    |
| 2016                                  | 28. August | Kyle Larson       | Chevrolet     |                          | 400              |                    |
| 2017                                  | 13. August | Kyle Larson       | Chevrolet     |                          | 400              |                    |
| 2018                                  | 12. August | Kevin Harvick     | Ford          |                          | 400              |                    |
| 2019                                  | 11. August | Kevin Harvick     | Ford          |                          | 400              |                    |

1. ↑  Rennen auf 165 Runden / 330 Meilen wegen Regen verkürzt
2. ↑  Rennen auf 162 Runden / 324 Meilen wegen Regen verkürzt
3. ↑  Rennen auf 203 Runden / 406 Meilen verlängert wegen Green-White-Checkered-Regel.